# 瓜地馬拉—越南關係
瓜地馬拉－越南關係（越南语： Quan hệ Việt Nam – Guatemala，西班牙語：Relaciones Guatemala-Vietnam）是指越南和瓜地马拉之間的雙邊關係。兩國均為不結盟運動、77國集團、東亞－拉丁美洲合作論壇成員國。

## 政治交流
冷战期间的瓜地马拉政府奉行反共主义，在經濟和政治上都與美國為首的西方集團國家保持著強烈的聯繫，與當時的北越甚少往來，1955年12月15日，瓜地馬拉政府给予越南共和国外交承认，并于1974年建交，直至1975年南越覆亡。:5
冷战结束后，越南和瓜地马拉於1993年1月7日建交，两国交往有限，目前两国也尚未在對方首都互設大使館。越南對瓜地马拉的相關事務由越南驻墨西哥大使馆兼轄。瓜地马拉对越南的相关事务曾由瓜地马拉驻韩国大使馆兼辖，自2019年起，对越南的相关事务改由驻泰国大使馆兼辖。
越南、瓜地馬拉兩國政府已開始討論給予对方国家外交、公务護照持有人免簽入境待遇的可能性。

## 经贸关系
2016年，越、危双边贸易额达到4000万美元。